# Ernesto Lupo
Ernesto Lupo (San Mauro La Bruca, 12 maggio 1939) è un magistrato italiano, Primo presidente della Corte suprema di cassazione dal 2010 al 2013.

## Biografia
Laureato in Giurisprudenza entra in magistratura nel 1964 dopo aver prestato servizio presso il Ministero dell'interno.
Pretore civile e penale a Roma, giudice istruttore penale al Tribunale di Roma, giudice civile, magistrato applicato al Tribunale per i minorenni.
A metà degli anni '70 fa parte dell'ufficio legislativo del Ministero della giustizia (Ministro Francesco Paolo Bonifacio), nel 1995 è capo di gabinetto dello stesso Ministero (Ministro ad interim Lamberto Dini), nel 1996 arriva al vertice del dipartimento dell'organizzazione giudiziaria chiamato dall'allora Ministro della giustizia Giovanni Maria Flick.
Ha fatto parte della Commissione presieduta da Gian Domenico Pisapia per la riforma del Codice di procedura penale.
Ha curato con Giorgio Lattanzi le Rassegne di giurisprudenza e dottrina sul codice penale e sul codice di procedura penale edite da Giuffrè.
Presidente di sezione della Cassazione, nel luglio 2010 è stato nominato all'unanimità dal plenum del Consiglio superiore della magistratura Primo presidente della Corte suprema di cassazione ed esercita la carica dal 12 luglio 2010 al 12 maggio 2013.
Il 27 giugno 2013 il Presidente della Repubblica Giorgio Napolitano lo ha nominato Consigliere per gli affari dell'amministrazione della giustizia.